# Eryk Kusidło
Eryk (Edmund) Kusidło vel Edward Kuta (ur. 29 kwietnia 1895 w Zaborze - zm. ?) – powstaniec śląski, żołnierz błękitnej armii we Francji.
Syn Jakuba i Bibijany z Eryków. Ukończył szkołę powszechną w Zabrzu (1908). Od 1911 mieszkał wraz z rodziną w Brzeźnicy, gdzie był członkiem chóru „Dzwon nad Odrą” i Towarzystwa Gimnastycznego „Sokół”. Przed 1914 pracował jako górnik. Podczas I wojny światowej służył w 77 pułku armii niemieckiej na froncie wschodnim i zachodnim (1915–1917). Wzięty do niewoli francuskiej (5 maja 1917). 6 maja 1918 pod ps. Edward Kuta wstąpił do 5 pułku strzelców polskich armii gen. Józefa Hallera we Francji. Podczas wojny polsko-bolszewickiej od 1919 służył w 4 kompanii 1 batalionu 45 pułku piechoty strzelców kresowych. Ranny w bitwie pod Winnikami (19 sierpnia 1920). Jako dowódca plutonu został odznaczony za męstwo orderem Virtuti Militari. 17 września 1920 odesłany na Górny Śląsk, gdzie uczestniczył w pracach Polskiej Organizacji Wojskowej Górnego Śląska, a następnie w akcji plebiscytowej w pow. raciborskim. Podczas III powstania śląskiego dowodził po Emilu Morawcu 3 kompanią 1 batalionu 4 pułku strzelców raciborskich.
W okresie międzywojennym od 1924 mieszkał w Wielopolu, gdzie pracował jako kolejarz w Rybniku, początkowo jako hamulcowy następnie kolejarz nadetatowy i etatowy. W latach 30. przodownik powiatowy raciborski Związku Powstańców Śląskich.

## Odznaczony
Virtuti Militari V klasy (1920)

## Archiwalia:
Kwestionariusz kawalera Virtuti Militari - Wojskowe Biuro Historyczne w Warszawie,